# Balón de Oro 2016
El Balón de Oro 2016 es un galardón entregado por la revista francesa France Football al mejor jugador masculino de fútbol durante el año 2016.
En septiembre del año 2016, France Football anunció el fin de la fusión del Balón de Oro con el Jugador Mundial de la FIFA, que había estado vigente desde el año 2010. En consecuencia, los dos premios volverían a ser otorgados de forma independiente, siendo el Balón de Oro 2016 la sexagésimo primera edición del galardón.
A diferencia del premio fusionado (FIFA Ballon d'or/Balón de oro de la FIFA), el balón de oro europeo que vuelve a entregar la revista France Football, solo se le entrega a jugadores que jueguen en un club Europeo, (durante la mayor parte del periodo previo a la fusión, el Balón de Oro era entregado únicamente a jugadores Europeos. Por lo tanto jugadores que aún jugando en clubes europeos, si eran extranjeros (países no europeos), automáticamente quedaban imposibilitados de participar de dicho premio. Luego durante un corto periodo antes de la fusión del balón de oro con el premio de la FIFA, france football permitió participar también a jugadores que aun siendo no europeos, jugaban en clubes europeos. Al fusionarse, con el Jugador Mundial de la FIFA, se permitió a jugadores de cualquier nacionalidad que jugaran en cualquier continente, sin embargo en 2016 tras la separación, el balón de oro volvió a ser exclusivo para jugadores de clubes europeos.
El 24 de octubre, France Football publicó por la red social Twitter la lista de los 30 jugadores que optaban a ganar el Balón de Oro.
El 25 de octubre se anunció de forma oficial que el premio se entregaría el 13 de diciembre. La decisión de entregarlo antes de fin de año fue bienvenida por la mayoría de sectores periodísticos, ya que así se acabaría con la confusión que traía que la gala de entrega no se celebrase en el mismo año que aquel que se estaba premiando.
El galardón fue otorgado al portugués Cristiano Ronaldo, por cuarta vez.

## Categoría masculina

### Mejor jugador
El 2 de diciembre de 2016, France Football dio a conocer los 30 finalistas al "Balón de Oro 2016" revelando el vencedor el 12 de diciembre. El portugués Cristiano Ronaldo conquistó su cuarto galardón tras conseguir 745 puntos sobre 865 posibles, un promedio de 86,13%.
| Posición | Futbolista        | Club               | Total de votos |
| -------- | ----------------- | ------------------ | -------------- |
| 1.º      | Cristiano Ronaldo | Real Madrid C. F.  | 47.85%         |
| 2.º      | Lionel Messi      | F. C. Barcelona    | 20.30%         |
| 3.º      | Antoine Griezmann | Atlético de Madrid | 12.72%         |

## Lista de candidatos
Referencias:
| Pos. | Jugador                   | Club(es)                                            | Puntos | % votos |
| ---- | ------------------------- | --------------------------------------------------- | ------ | ------- |
| 1º   | Cristiano Ronaldo         | Real Madrid C. F.                                   | 745    | 47,85%  |
| 2º   | Lionel Messi              | F. C. Barcelona                                     | 316    | 20,30%  |
| 3º   | Antoine Griezmann         | Atlético de Madrid                                  | 198    | 12,72%  |
| 4º   | Luis Suárez               | F. C. Barcelona                                     | 91     | 5,84%   |
| 5º   | Neymar                    | F. C. Barcelona                                     | 68     | 4,37%   |
| 6º   | Gareth Bale               | Real Madrid C. F.                                   | 52     | 3,29%   |
| 7º   | Riyad Mahrez              | Leicester City F. C.                                | 50     | 3,17%   |
| 8º   | Jamie Vardy               | Leicester City F. C.                                | 11     | 0,71%   |
| 9º   | Gianluigi Buffon          | Juventus F. C.                                      | 8      | 0,51%   |
| =    | Pepe                      | Real Madrid C. F.                                   | 8      | 0,51%   |
| 11º  | Pierre Emerick Aubameyang | B. V. Borussia                                      | 7      | 0,45%   |
| 12º  | Rui Patricio              | S. C. Portugal                                      | 6      | 0,39%   |
| 13º  | Zlatan Ibrahimović        | París Saint-Germain F. C. / Manchester United F. C. | 5      | 0,32%   |
| 14º  | Arturo Vidal              | F. C. Bayern                                        | 4      | 0,26%   |
| =    | Paul Pogba                | Juventus F. C. / Manchester United F. C.            | 4      | 0,26%   |
| 16º  | Robert Lewandowski        | F. C. Bayern                                        | 3      | 0,19%   |
| 17º  | Toni Kroos                | Real Madrid C. F.                                   | 1      | 0,06%   |
| =    | Luka Modrić               | Real Madrid C. F.                                   | 1      | 0,06%   |
| =    | Dimitri Payet             | West Ham United F. C.                               | 1      | 0,06%   |
| 20º  | Sergio Ramos              | Real Madrid C. F.                                   | 0      | 0%      |
| =    | Andrés Iniesta            | F. C. Barcelona                                     | 0      | 0%      |
| =    | Koke                      | Atlético de Madrid                                  | 0      | 0%      |
| =    | Thomas Müller             | F. C. Bayern                                        | 0      | 0%      |
| =    | Manuel Neuer              | F. C. Bayern                                        | 0      | 0%      |
| =    | Hugo Lloris               | Tottenham Hotspur F. C.                             | 0      | 0%      |
| =    | Gonzalo Higuaín           | S. S. C. Napoli / Juventus F. C.                    | 0      | 0%      |
| =    | Diego Godín               | Atlético de Madrid                                  | 0      | 0%      |
| =    | Kevin De Bruyne           | Manchester City F. C.                               | 0      | 0%      |
| =    | Sergio Agüero             | Manchester City F. C.                               | 0      | 0%      |
| =    | Paulo Dybala              | Juventus                                            | 0      | 0%      |